# Dupla incriminação
Na jurisprudência, a dupla incriminação é uma defesa processual (principalmente em jurisdições sob a Common law) que impede que uma pessoa acusada seja julgada novamente pelas mesmas acusações (ou semelhantes) após uma absolvição ou condenação e, em casos raros, acusação e/ou má conduta do juiz no mesma jurisdição. A dupla incriminação é um conceito comum no direito penal. No direito civil, um conceito semelhante é o de coisa julgada. A variação em países de Common law é a Confissão peremptória, que pode assumir as formas específicas de autrefois acquit ('anteriormente absolvido') ou autrefois convict ('anteriormente condenado'). Essas doutrinas parecem ter se originado no antigo direito romano, no princípio mais amplo non bis in idem ('não duas vezes contra o mesmo').